# یحیی بن محمود الواسطی

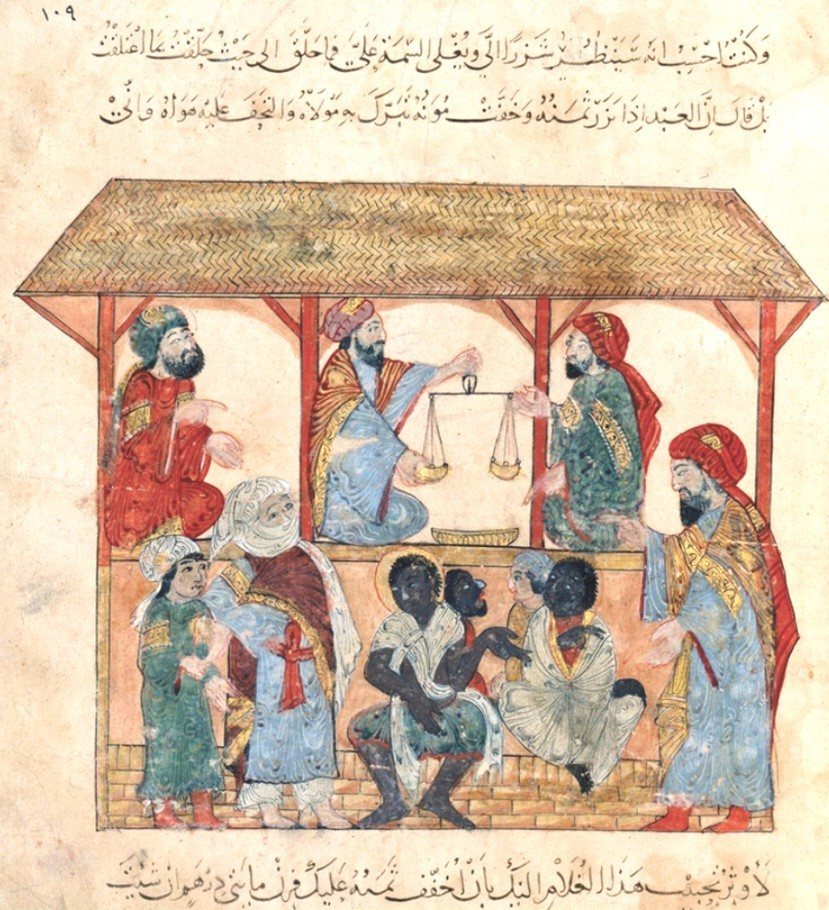
یک نقاشی قرن سیزدهمی کشیده شده در بغداد که یک بازار برده فروشی در شهر زبيد در یمن را نمایش می دهد.

یحیی بن محمود الواسطی هنرمند قرن سیزدهم میلادی عراقی-عرب در هنر اسلامی بود. الواسطی متولد واسط  در جنوب عراق بود. مشهورترین اثر او مقامات حریری است.

## آثار

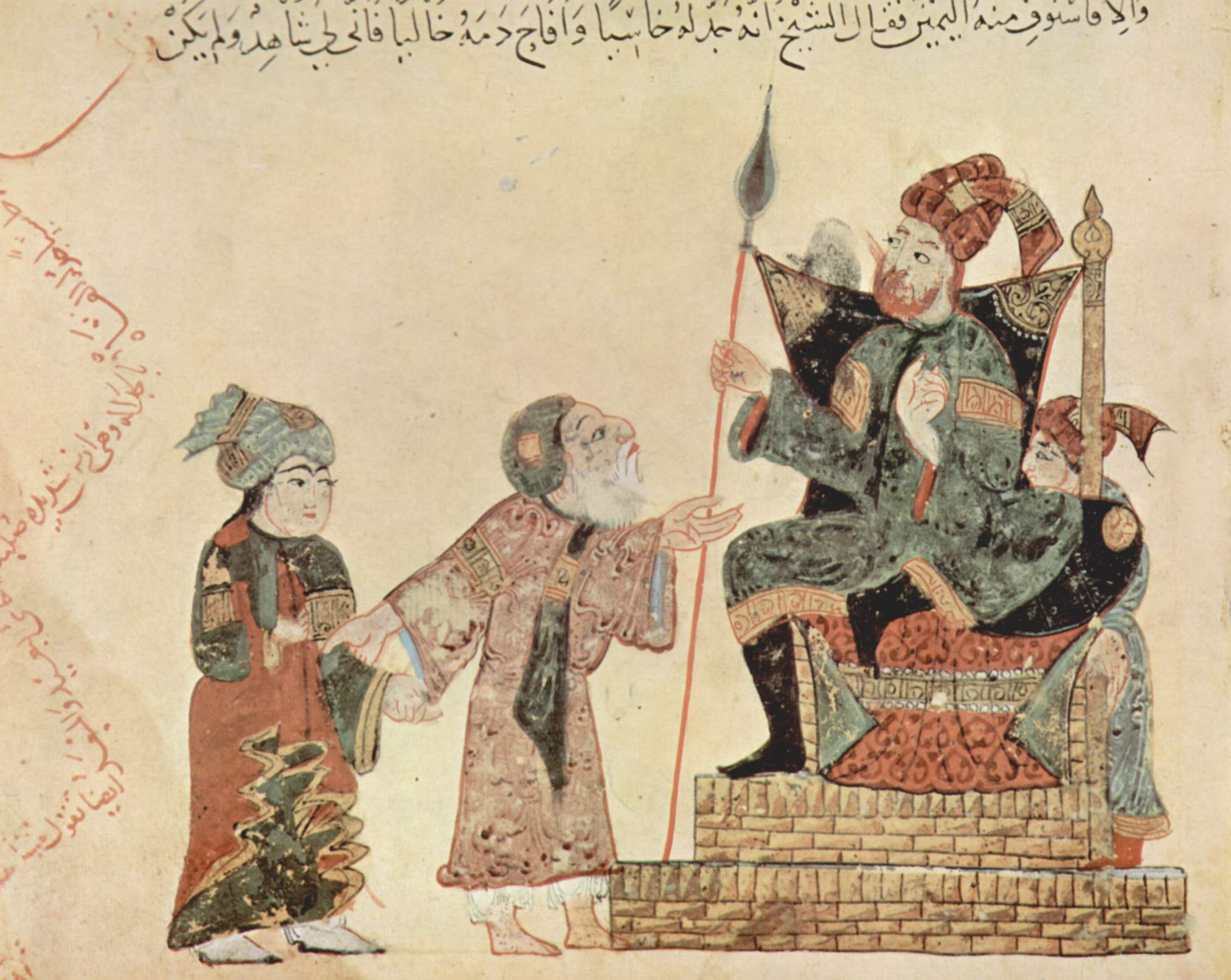
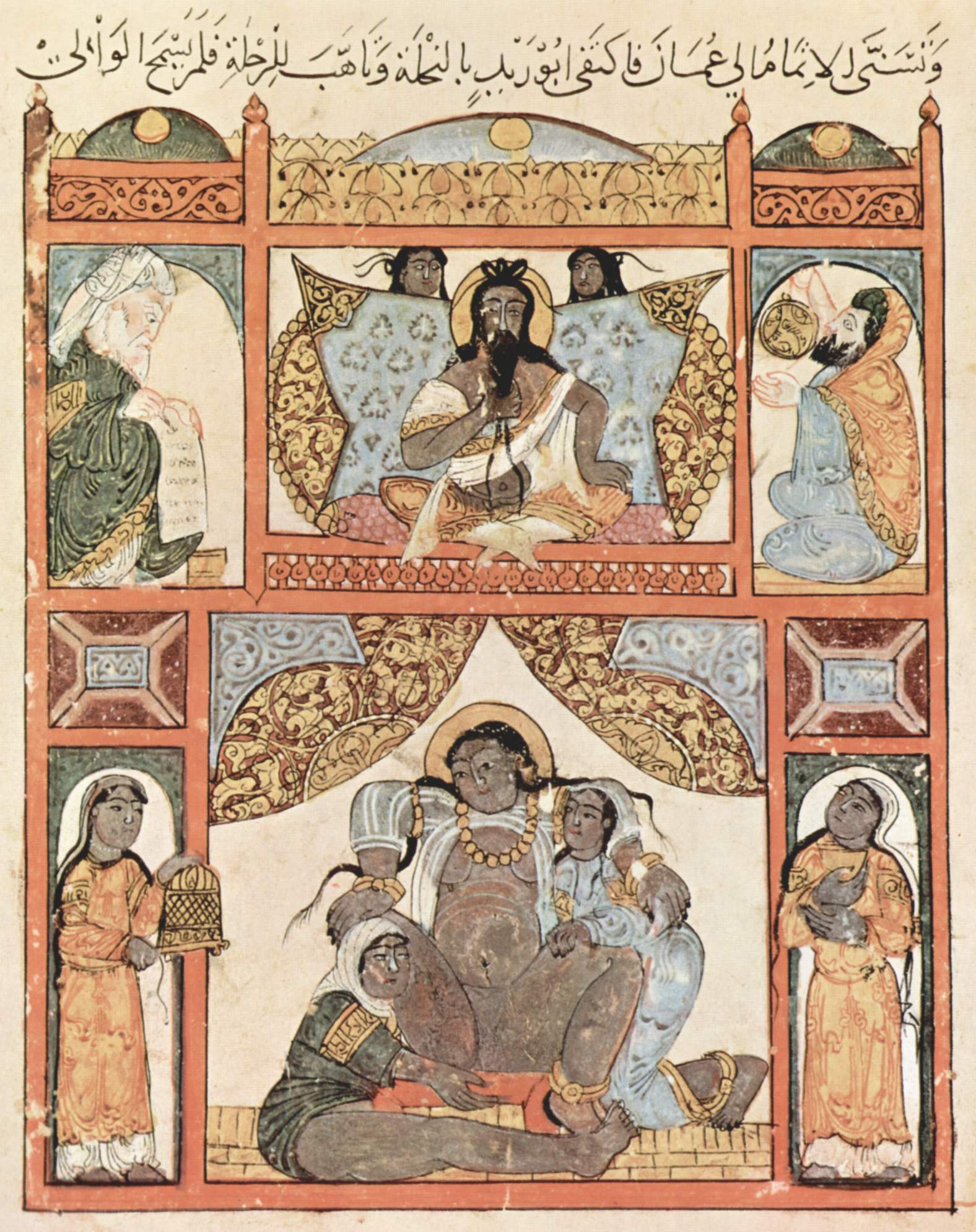
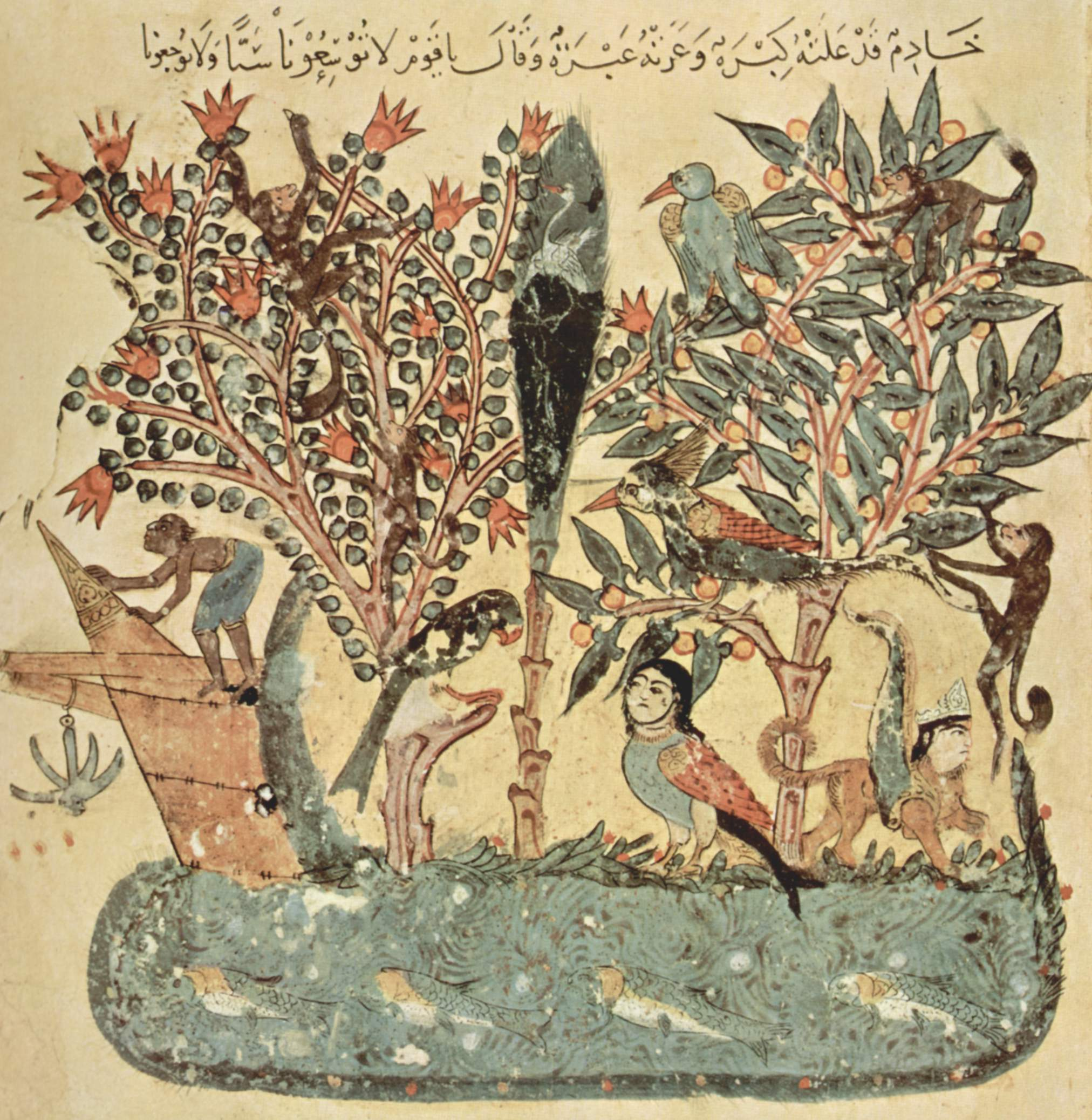
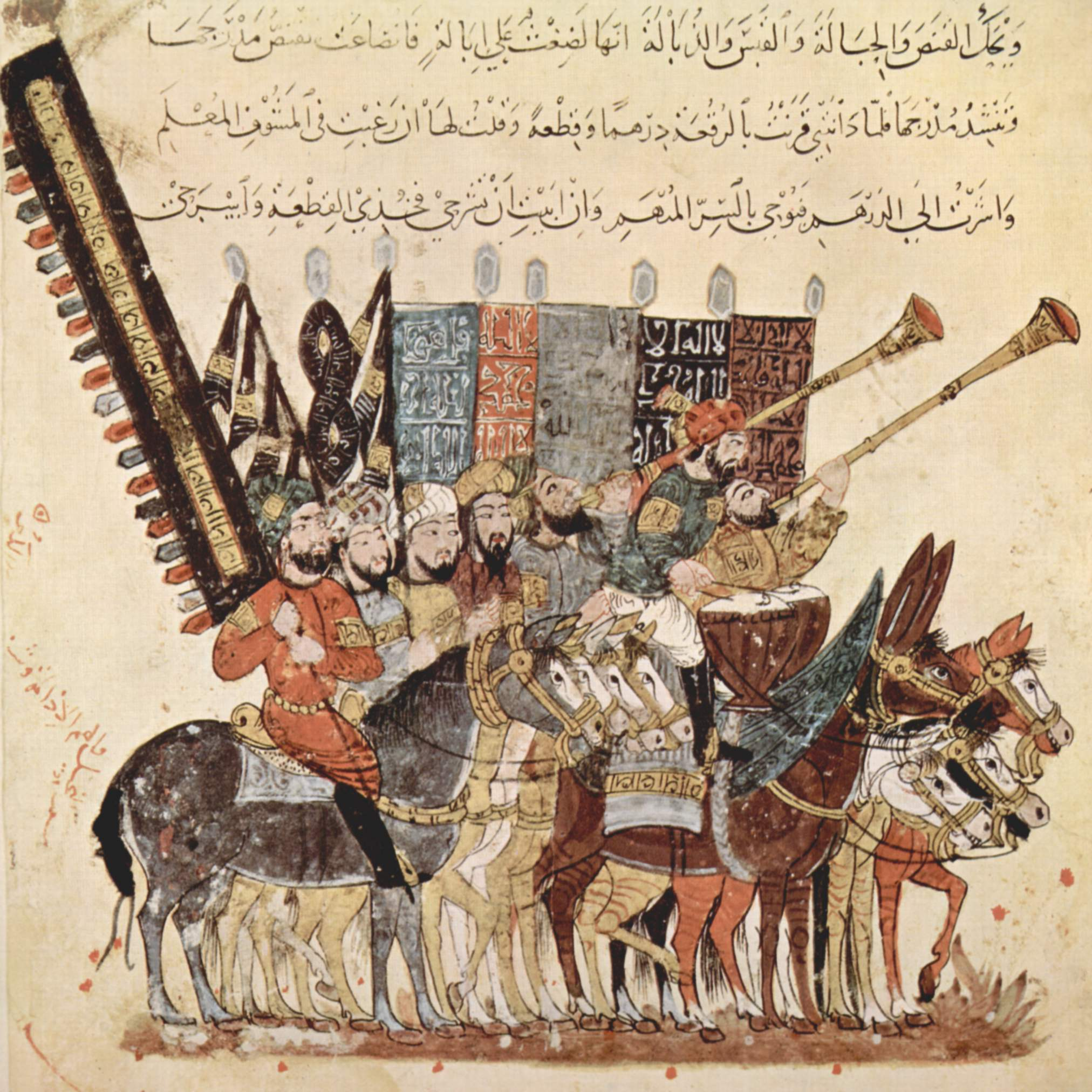
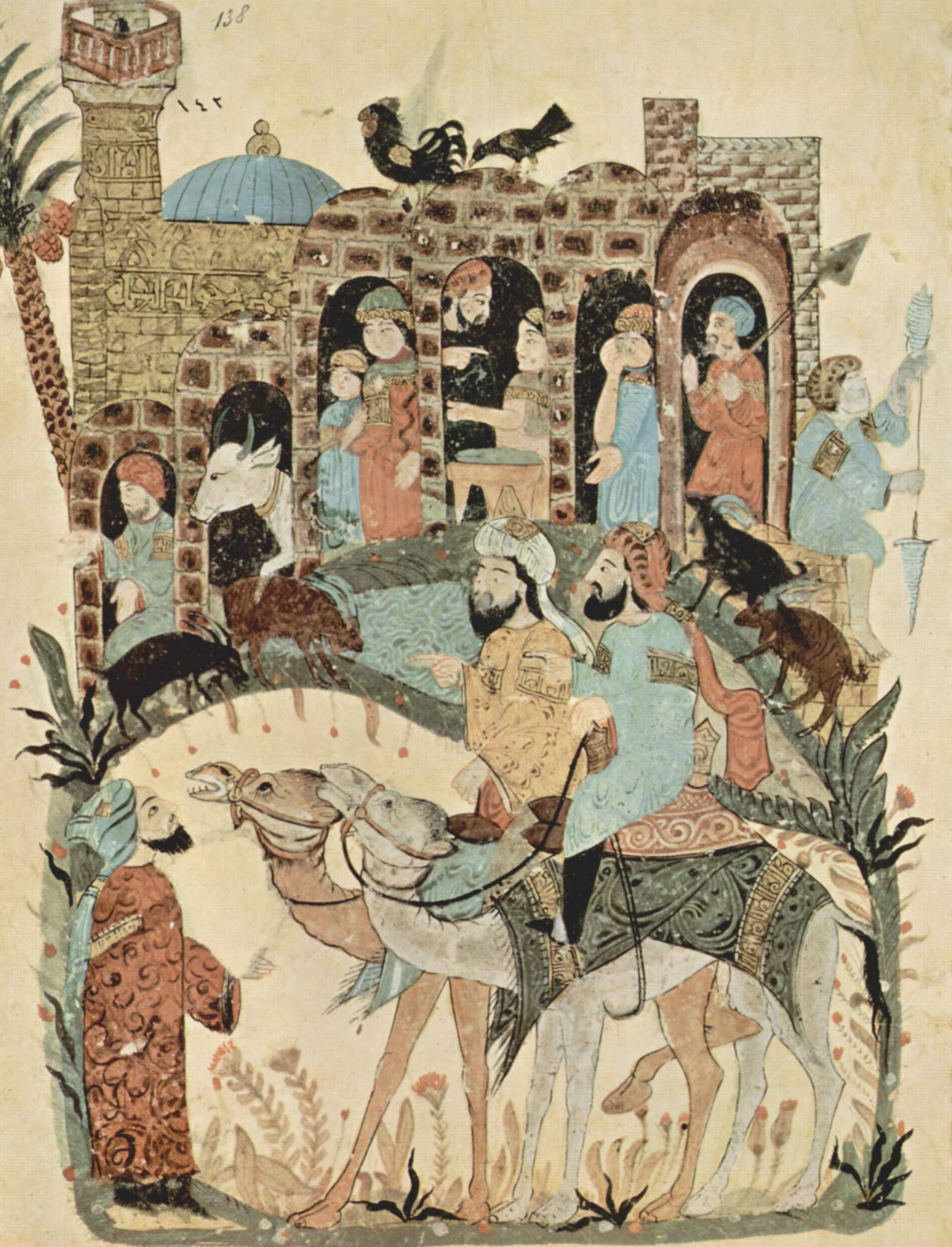
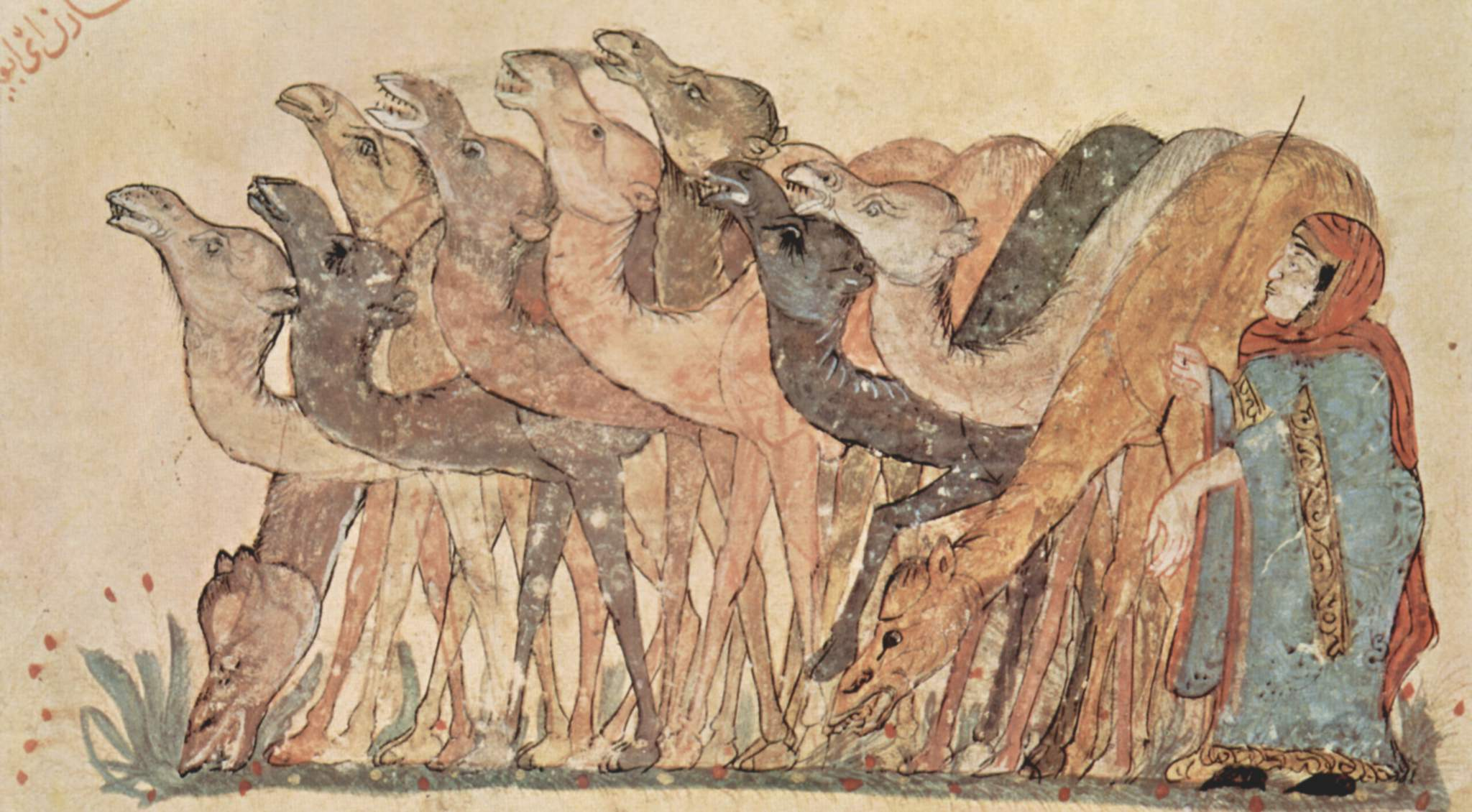
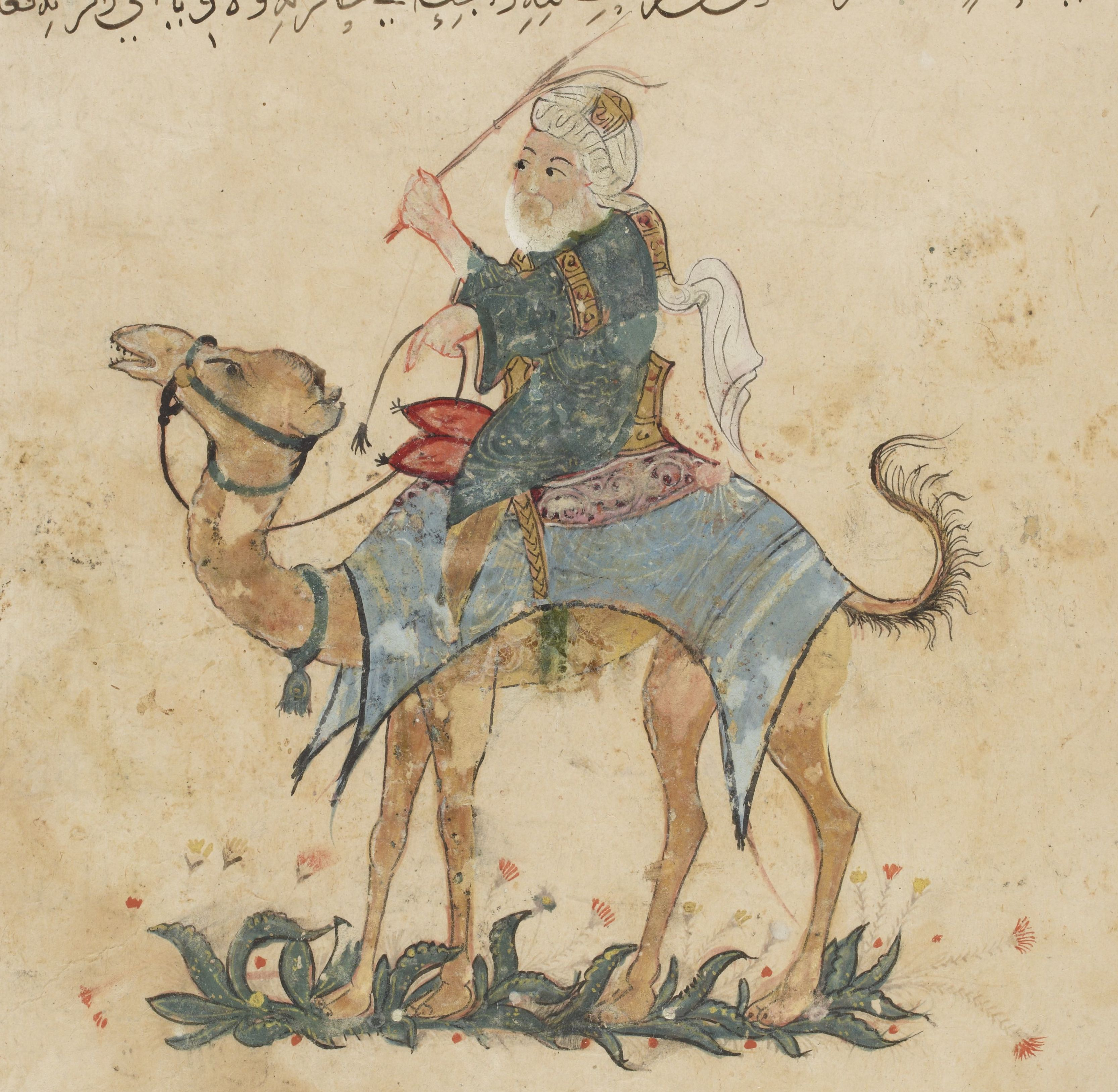
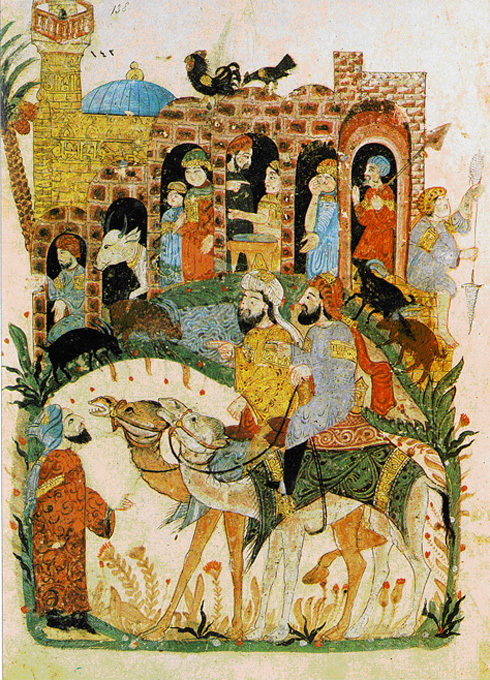
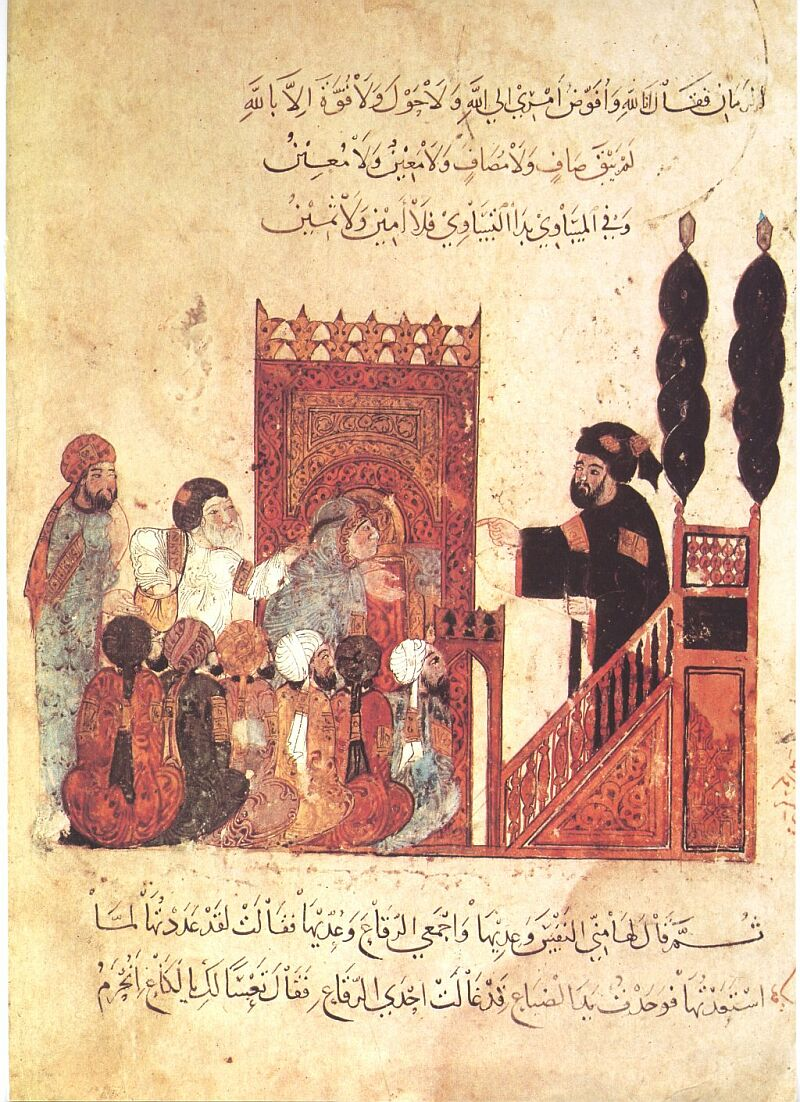